# Alain Beauvais
Pour les articles homonymes, voir Beauvais.
Alain Beauvais, né à Argenton-sur-Creuse en juillet 1943, est un photographe français.

## Biographie
Né en juillet 1943 à Argenton-sur-Creuse, Alain Beauvais a vécu son enfance à l’étranger : à Baden-Baden, à Caracas puis à Casablanca. Il retrouve la France à 15 ans, avec ses deux sœurs, quand ses parents s’installent à Vienne dans l’Isère. Il poursuit sa scolarité au collège Robin à Sainte-Colombe. Mais rapidement, il décide d’être photographe, et fait son apprentissage avec Arnaud Nagel, portraitiste et écrivain viennois (connu aussi sous le nom de plume de Roland d'Arcine). 

À vingt ans, il part durant quatre ans faire un « Tour de France » des laboratoires et des boutiques de photographie allant de Grenoble à Annecy, Courchevel, Saint-Aygulf, Cannes et Limoges pour finir à Paris où il s’installe en 1968.

Il gagne sa vie en réalisant des dossiers de presse (Citroën, Lissac, Doucet, PPM, aménagement du territoire, Grand prix auto de la Chatre), des photos publicitaires (Vanda cosmetics) et des photos d’architecture (Cabinet Csali).

À la même époque ses talents de portraitiste lui permettent de devenir le photographe du Festival de Nohant et du festival de Gargilesse. 

Poussé par le désir de découvrir de nouveaux territoires, il participe au raid Citroën Paris-Kaboul en août 1970 où il est désigné lauréat du prix Antenne 2 consacrant le meilleur film reportage.

Aussitôt après, il part pour la Syrie et la Jordanie en tant que correspondant de guerre pour Gaumont actualité et en ramènera un témoignage sur la tragédie du « septembre noir ».

En 1971, Citroën lui confie la reconnaissance puis la couverture du raid Paris-Persépolis en 1971. À cette occasion, il réalise, pour Antenne 2, un reportage sur la préparation des fêtes du bimillénaire de la Perse.

Il participe, ensuite pour le compte du service de presse Citroën, à la reconnaissance du rallye du Maroc 1972. Il proposera alors au constructeur le concept d’une course de 2 CV sur 24 heures (en référence aux 24 Heures du Mans) dont il coorganisera les premières éditions en 1972 et 1973 (pop cross) à Le Pêchereau, bourg proche d’Argenton-sur-Creuse. Il en réalisera un film.

En 1965, l’exposition Delpire au musée des arts décoratifs consacrée à Citroën est une révélation pour Alain Beauvais. Cinq ans plus tard, il travaille enfin pour cette marque.

Dès 1975, et dix ans durant, il partagera son activité entre publicité et industrie (Balsan, Sitram, PPM, Voisin, OFUP…) d’une part et, l’édition et la presse d’autre part.

Aux Éditions du Square : « Hara-Kiri », Charlie Hebdo, Charlie Mensuel, il assure l'intérim de Chenz, créant des parodies de publicité et de romans photo (Hara-Kiri), pour partie le Journal des cons et des mal-comprenants, réalisé sous l’autorité de Coluche (Charlie Hebdo). Durant cette période il partagera l’amitié du professeur Choron, de Cavanna, de Gébé, de Reiser, de Wolinski, de Delfeil de Ton…

Ce long épisode est entrecoupé de séjours à New York pour une exposition à Locust Valley (Long Island) où il présente ses portraits de grands musiciens (Rubinstein, Menuhin, Brendel, Ciccolini) et pour une collaboration avec Gilles Larrain. 

En 1984, incursion dans le Paris des live show avec Nuits X, portraits non conventionnels d’acteurs de théâtre érotique, ouvrage préfacé par Cavanna. 

Il collabore par ailleurs à différents magazines de presse : Le Figaro Magazine, l’Expansion, l’Entreprise, Esquire, Prime Time, New Look, Auto Moto…).

Il recommence à travailler dans le domaine de l’automobile pour le service de presse Renault U.S.

À compter des années 1980 va s’affirmer comme l’un des spécialistes de la photographie automobile (Toyota, Santana, Mercedes, Renault France). Les années 1990 seront les années Peugeot dont il réalise les prises de vues en studio (éditions - en particulier celles des gammes 605 et 406 coupé).

Mais, à partir de 1985 il se tourne vers l’évènementiel et la publicité (R.H.). Via les agences Media System, Darjeeling, puis Euro-RSC, il collabore aux campagnes publicitaires de firmes prestigieuses (Apple, Microsoft, AXA, Casino, Matra, Lagardère).
HR Gardens lui donne l’occasion de réaliser de grandes séries de portraits pour Bouygues Telecom et pour Air France. Il illustre Les Années Lycée (AXA) et les campagnes R.H. Price Waterhouse and Cooper (The Link).
Pour le compte de la Chambre des métiers de Paris, il assure la formation photographiques et des cours de perfectionnements d’artisans béninois dans le cadre de la Francophonie avec la Société Maîtrise et Avenirs.
À compter de 2004 Alain Beauvais contribue aux grands évènements organisés par la Fondation EADS (Remise de prix, journées annuelles, Portraits de chercheurs) et par diverses associations dont « Docteur Souris », « Autistes sans frontières »…, réalise les portraits des intervenants pour les journées « Graines de citoyens », « Les Assises de la Presse » et assure, depuis sa création (2007) l’iconographie de « NetExplo ».
Il poursuit actuellement[Quand ?] ses recherches sur de nouvelles formes d’expression visuelle, en particulier sur la frontière et sur le lien image, vidéo, image photographique.
Alain Beauvais est le père de deux filles nées en 1980 et en 1982, Éloïse et Jeanne.

## Propos sur la photographie
Alain Beauvais dit de la photographie qu’elle est le meilleur moyen de rencontrer nos semblables dans ces moments parfois tragiques et parfois oniriques où l’on espère arrêter l’instant. 

Il aime à photographier bébés, enfants et femmes.

Mais en écho à sa passion pour le portrait il développe un intérêt aussi vif pour tous les objets qui nous transportent : auto, avions et ciels, rêve de navires, animé par le désir d’aller plus loin, ailleurs, vers la solitude…

Il est l'auteur du slogan : « J’aime tout ce qui nous transporte » et se définit comme un sybarite contrarié.